# NGC 3890
NGC 3890 = NGC 3939 ist eine Spiralgalaxie vom Hubble-Typ Sc im Sternbild Drache am Nordsternhimmel. Sie ist schätzungsweise 310 Millionen Lichtjahre von der Milchstraße entfernt. 
Das Objekt wurde am 12. Dezember 1797 von dem deutsch-britischen Astronomen Wilhelm Herschel entdeckt.